# Rodrigo Novaes de Almeida
Rodrigo Novaes de Almeida (Rio de Janeiro, 3 de maio de 1976 – São Paulo, 11 de abril de 2022) foi um jornalista, editor e escritor brasileiro.

## Biografia
Rodrigo Novaes de Almeida era formado em Comunicação Social – Jornalismo pelas Faculdades Integradas Hélio Alonso, com pós-graduação em Publishing pela Universidade Cândido Mendes e passagens pelas editoras Apicuri, Saraiva, Ibep, Ática e Estação Liberdade.
Foi autor de diversos livros de contos e poesia, com textos publicados em sítios literários e jornalísticos, como Le Monde Diplomatique Brasil, Portal Cronópios, Germina Literatura e Arte, Observatório da Imprensa, Jornal Rascunho, Jornal Relevo, Jornal Opção, entre outros.
Em 2016 foi fundador e editor-chefe da Revista Gueto, portal de literatura em língua portuguesa com e-books de poesia e prosa e coletâneas temáticas com diversos autores, em formatos para download livre. A Revista Gueto é também um selo editorial com projetos de divulgação de literatura em língua portuguesa e celeiro de novos autores.
Foi colunista do portal Página Cultural e cofundador e coeditor do coletivo literário O Bule. Sua obra Das pequenas corrupções cotidianas que nos levam à barbárie e outros contos foi finalista do 61º Prêmio Jabuti na categoria Contos, em 2019.

## Obras
- Os gatos – Quinze histórias extraordinárias ou ordinárias — Editora Patuá, São Paulo, 2022 ISBN 9786558642923
- Do amor e de outras tristezas (contos) — Editora Urutau, Bragança Paulista, 2021 ISBN 9786559001255
- A clareira e a cidade (poesia) — Editora Urutau, Bragança Paulista, 2020 ISBN 9786587076188
- Das pequenas corrupções cotidianas que nos levam à barbárie e outros contos — Editora Patuá, São Paulo, 2018 ISBN 9788582975602
- Carnebruta (contos) — Editora Apicuri, Rio de Janeiro, 2012 ISBN 9788561002761 Erro de parâmetro em {{ISBN}}: soma de verificação
- A construção da paisagem e outras histórias, com Christiane Angelotti, (contos) — Editora Sapere, 2011 ISBN 9788564321168
- A saga de Lucifere – The Trinity Sessions Cowboy Junkies (e-book) — Editora Multifoco, 2009
- Rapsódias – Primeiras histórias breves (contos) — Editora Sapere, 2009

### Participações em antologias
- Homem sem camisa fala a mulher com rabo de cavalo ao lado de uma garrafa de Coca-Cola e uma lâmpada — Editora Lote 42, 2022 ISBN 9786587881089
- Revista Gueto – Edição impressa volume 2 — Editora Patuá, São Paulo, 2021 ISBN 9786558641698
- Contos de quarentena 2 — Mauro Athayde Paz, São Paulo, 2021 ISBN 9786500309829
- Feliz aniversário, Clarice – Contos inspirados em "Laços de família" — Editora Autêntica, Belo Horizonte, 2020 ISBN 9786559280032
- Contos de quarentena — Mauro Athayde Paz, São Paulo, 2020 ISBN 9786500045086
- Antifascistas: contos, crônicas e poemas de resistência — Editora Mondrongo, Itabuna, 2020 ISBN 9786580066674
- Revista Gueto – Edição impressa volume 1 — Editora Patuá, São Paulo, 2019 ISBN 9788582978320
- Projeto Portal: Stalker, 2001 e Fundação (organização de Nelson de Oliveira) — LGE Editora, 2001